# Cymatium nicobaricum
Cymatium nicobaricum är en snäckart som först beskrevs av Roding 1798.  Cymatium nicobaricum ingår i släktet Cymatium och familjen Ranellidae. Inga underarter finns listade i Catalogue of Life.

## Bildgalleri

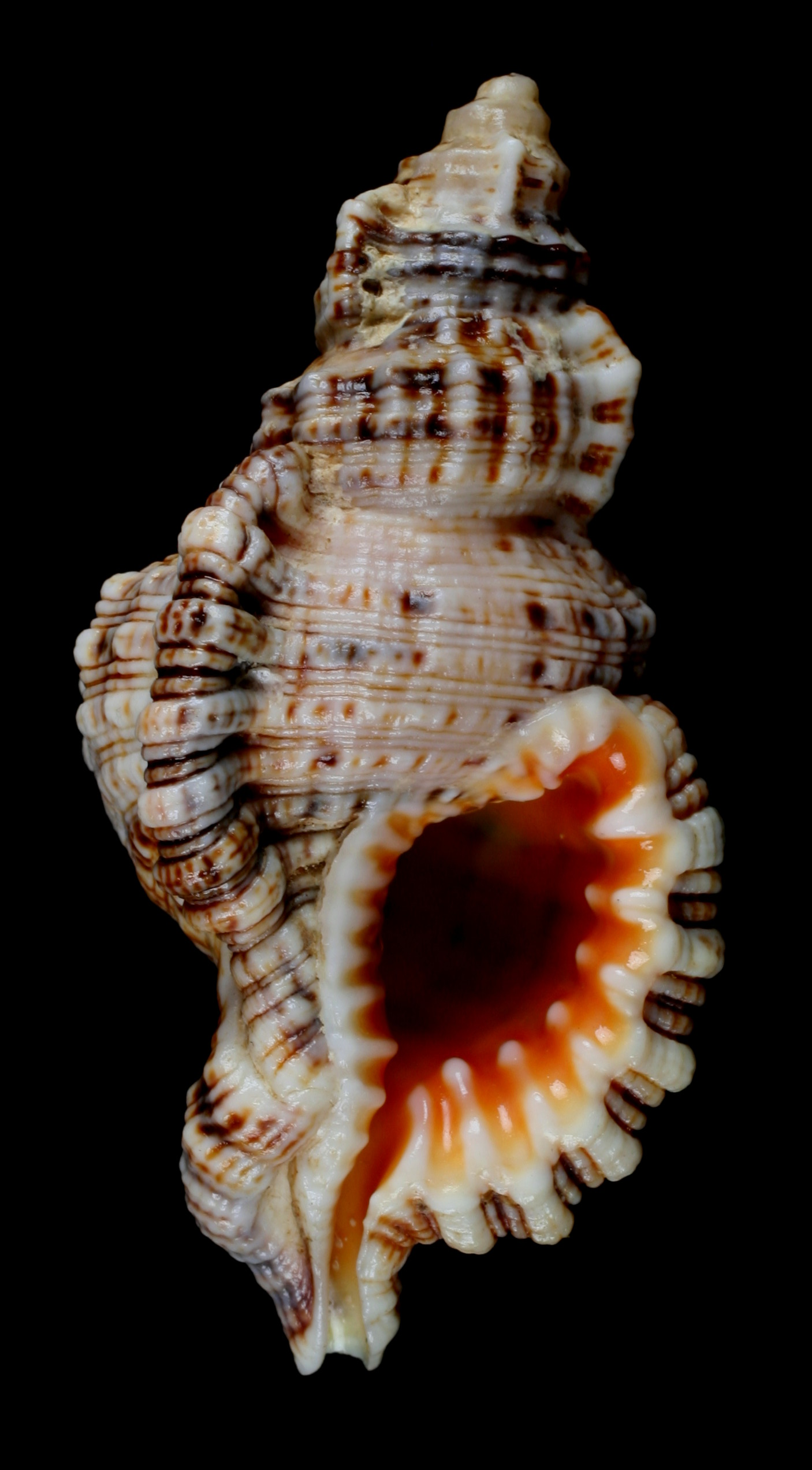
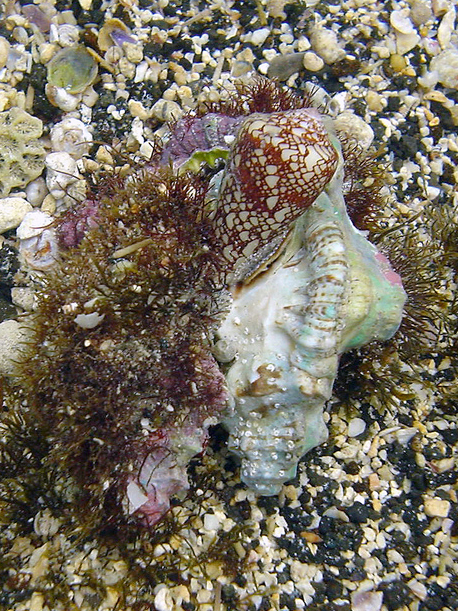